# Anthracocentrus modicus
Anthracocentrus modicus là một loài bọ cánh cứng trong họ Cerambycidae.